# Tsembéhou
Tsembéhou est une ville de l'union des Comores, située au centre de l'île d'Anjouan. En 2010, elle est la cinquième ville la plus peuplée des comores avec 12 472 habitants.

## Géographie
Située au centre de la Cuvette, Tsembéhou, la 6e ville des Comores, (derrière Moroni, Mutsamudu, Domoni, Mamoudzou et Fomboni) attire par son charme, son hospitalité et son environnement physique.
C’est au centre de l’île d’Anjouan, à presque égale distance entre les presqu’îles de Jimilimé, Sima et Nyumakélé que se trouve la Cuvette de Tsembéhou. Trois localités y sont logées (Tsembéhou, Drindri et Chandra) entourées par une longue chaine de montagne qui s’ouvre vers le nord-est laissant couler la rivière Tratringua. Vue du ciel, la Cuvette est un mystère géologique. Tsembéhou est le chef-lieu de la région.

## Histoire
Pour l’instant, il nous est difficile de situer avec précision la date de création de cette ville mais on sait qu’en 1771, Tumpa, originaire de Tsembéhou, s’était déclaré Sultan d’Anjouan, devenant ainsi le seul autochtone à occuper ce titre qui était l’apanage des arabo-Chiraziens. Il est tué par les Anglais en 1775. Pour sa part, la Société Coloniale Bambao, créée en 1907 par les planteurs Bouin et Regouin, avait installé une antenne, au nord-est de Tsembéhou (à Hassandzé). Soulignons que 15 ans auparavant (en 1893) ces planteurs avaient pris le contrôle de l'ancienne propriété du sultan Abdallâh III, (mieux connu sous le nom de Mawana) à Bambao Mtsanga.
La légende aurait voulu que Tsembéhou soit créée par des Chiraziens à une époque ancienne après Moya, Domoni, Ouani… Les Chiraziens, des migrants venus par vague de la ville de Shiraz en Perse, actuel Iran, ont créé plusieurs autres villes comoriennes. Ville historique, Tsembéhou s’est dotée, au fil des années, des réalisations à la dimension de ses besoins : foyer des jeunes, Centre de lecture et d’animation culturelle, bazar, places publiques, 12 mosquées, stations radio et Télévision, Crédit rural (sanduk). L’administration y est également présente : brigade de gendarmerie, Centre de Santé, la mairie, écoles primaires, lycée, collège, Justice de Paix, agence des Postes et Télécommunications. Tsembéhou a son orchestre (Wudjama Music) et son club (Association Sportive de Tsembéhou, connue aussi sous le nom de Etoile Filante).
La ville se développe vite. En 30 ans, la population a presque doublé passant de 6578 en 1980 à 12 472 en 2010. C’est une ville moderne avec ses maisons en dure, ses lignes électriques et téléphoniques, les antennes paraboliques et de télévision. Mais c’est aussi une ville à la saveur ancienne avec ses maisons en paille ou en tôle, ses ruelles qui serpentent les différents quartiers ne respectant aucune règle de lotissement. La ville a connu, jusqu’à une période récente, une très forte croissance démographique nécessitant la création de nouveaux quartiers d’habitation (Sohamwé, Bandrani, Bandrajou, Hamudu, Nkomajou, Gendarmerie).
Plusieurs personnalités politiques, religieuses ou morales ont marqué l’histoire de cette ville et on peut citer au passage :
Tumpa, Baco Bacar, Foundi Karani, Bako Chehou, Abdallah Bacar Garouoi, Bako Magna, Baha Binti, Bako Kadhi, Baha Dhakoine, Cheik Ali Combo, Cheih Anthoumane, Madjid Abdallah, Bacar Abdallah (Chehou Kadri), Baco Bwa Daoud, Soidikou, Adallah, Said Houmadi Mloulou, Daoud soufou, Binali, Chef Oussein, Malidé Abdallah…
?